# Тилли, Микеланджело
Микеланджело Тилли (итал. Michelangelo Tilli; 1655—1740) — итальянский ботаник.

## Биография
Микеланджело Тилли родился в Кастельфьорентино 10 апреля 1655 года (также указывается дата 8 августа, что, по-видимому, является датой крещения) в семье Дезидерио ди Джованни Тилли и Лукреции Сальвадори. Учился в Пизанском университете, окончил его в 1677 году. С 1681 года работал врачом во флоте великого герцога тосканского Козимо III.
С 1685 года до своей смерти Микеланджело Тилли был директором Ботанического сада Пизы.
В 1708 году Микеланджело Тилли был избран членом Лондонского королевского общества.
В 1723 году вышла наиболее известная публикация Тилли, каталог растений Пизанского ботанического сада. К ней прилагались 50 иллюстраций растений Южной Африки, например, некоторых видов Алоэ.
Скончался в Пизе 13 марта 1740 года.

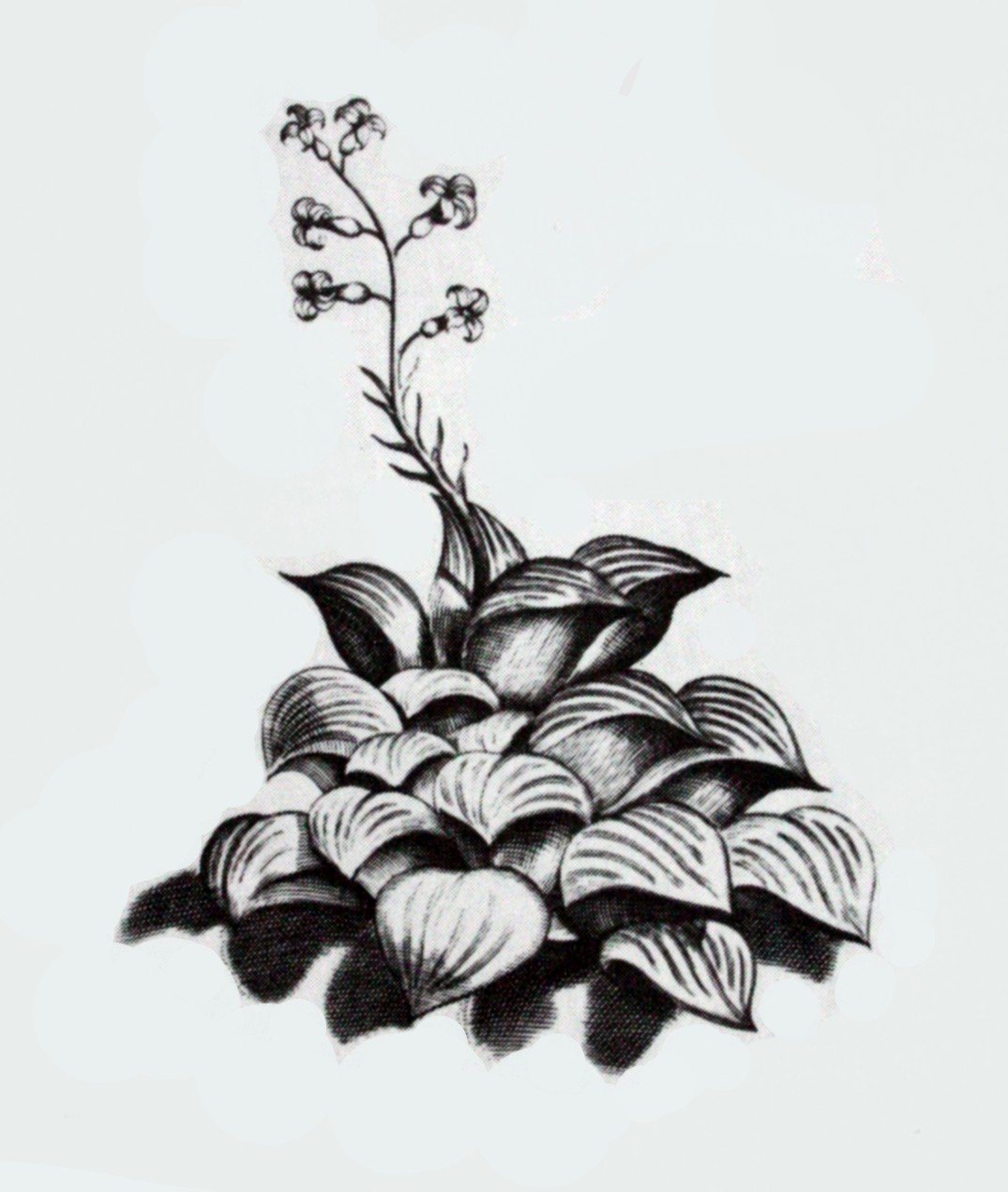
Haworthia sp.

## Некоторые научные работы
- Catalogus Plantarum Horti Pisani, 1723

## Роды растений, названные в честь М. Тилли
- Tillaea [P.Micheli] L., 1753 [= Crassula L., 1753]